# Aphantaulax scotophaea
Aphantaulax scotophaea är en spindelart som beskrevs av Simon 1908. Aphantaulax scotophaea ingår i släktet Aphantaulax och familjen plattbuksspindlar.
Artens utbredningsområde är Western Australia. Inga underarter finns listade i Catalogue of Life.